# Zamek w Felsztynie (Skeliwka)
Zamek w Felsztynie – wybudowany w XIV w. nad Strwiążą przez Herburtów, przybyłych do Polski z Moraw.

## Historia
Na początku XVI w. urodził się tutaj Jan Herburt. W 1551 r. właścicielami zamku byli: Jan Herburt, i jego bracia: Mikołaj, Stanisław, Walenty. Następnie Felsztyn przeszedł w ręce Daniłłowiczów, z których Mikołaj otrzymał w 1641 r. przywilej na skład win węgierskich.

## Architektura
Do czasów obecnych zachowała się dawna baszta fortyfikacji miejskich, przypuszczalnie starsza od pobliskiego kościoła, a następnie zamieniona na dzwonnicę i zwieńczona w XIX wieku krenelażem. Wieża została zburzona do I piętra w 1914 roku podczas I wojny światowej i zrekonstruowana w czasach II Rzeczypospolitej.

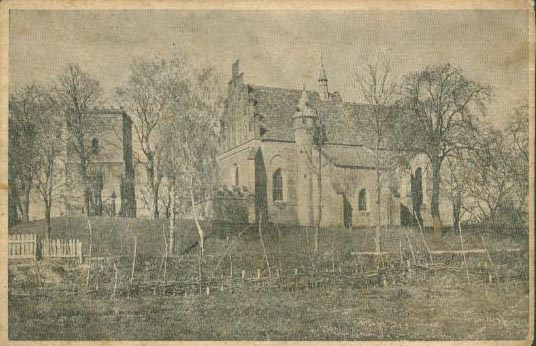
Warownia Herburtów, (1914)
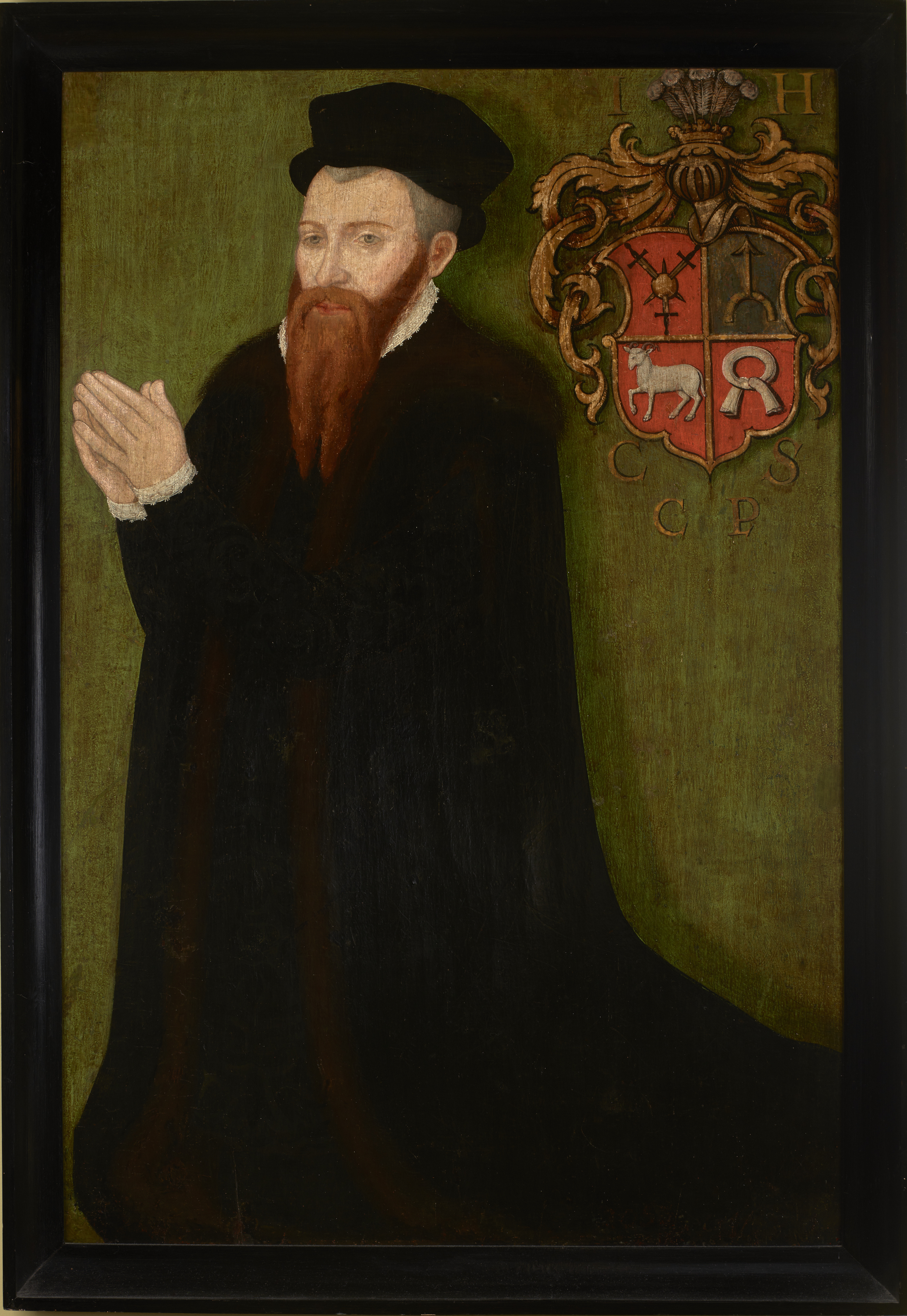
Jan Herburt
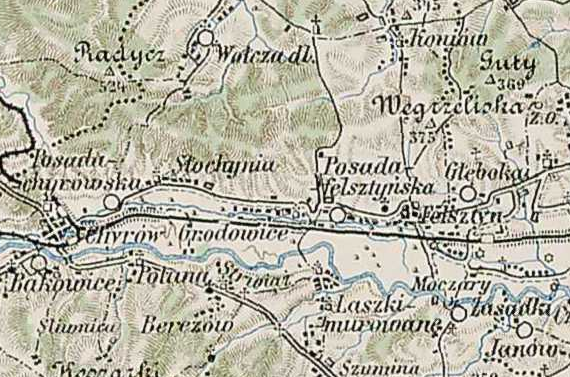
Mapa Felsztyna i okolic, (1889)
Herb Felsztyna z XIX w.